# Ministère de la Sécurité civile

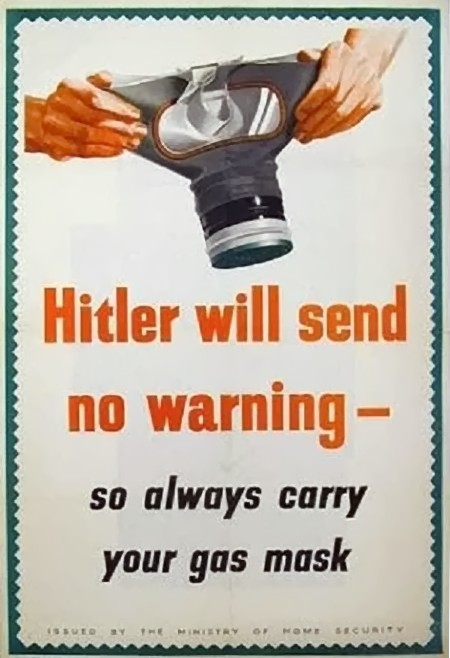
Affiche de prévention

Le ministère de la Sécurité civile (Ministry of Home Security) fut  un département exécutif du gouvernement britannique chargé de coordonner la sécurité civile pendant la Seconde Guerre mondiale, notamment lors de la bataille d'Angleterre.
Le ministère a eu pour siège le bâtiment de la Rotonde Nord à Westminster, à proximité du siège du ministère de l'Air et du Service des renseignements extérieurs logés à la Rotonde Sud.

## Historique
Le ministère a été créé dès la déclaration de guerre de l'Allemagne au Royaume-Uni, afin de pallier les erreurs d'organisation de la protection civile constatées lors de la Première Guerre mondiale.
Douze commissaires furent nommés pour gérer la sécurité civile, chacun ayant la responsabilité d'une région définie de la Grande-Bretagne. Le commissaire devait régir la construction d'abris anti-aériens, l'application des plans d'évacuation et d'intervention des secours en cas d'attaques. Des millions de masques à gaz furent distribués et plus de cinq millions de personnes furent engagées comme guetteurs d'incendie ou pompiers volontaires.
Le ministère avait également pour mission de préparer le pays à une éventuelle invasion ennemie, avec par exemple comme objectif de détruire l'infrastructure de télécommunication pendant la retraite.